# Rieux-Volvestre
Rieux-Volvestre (oficialmente sólo Rieux, en occitano Rius) es una localidad y comuna francesa, situada en el departamento de Alto Garona, región de Mediodía-Pirineos y cantón de Rieux-Volvestre. 
A sus habitantes se les denomina por el gentilicio en francés de les Rivois.
Está hermanada con Fontrubí, municipio español.

## Demografía

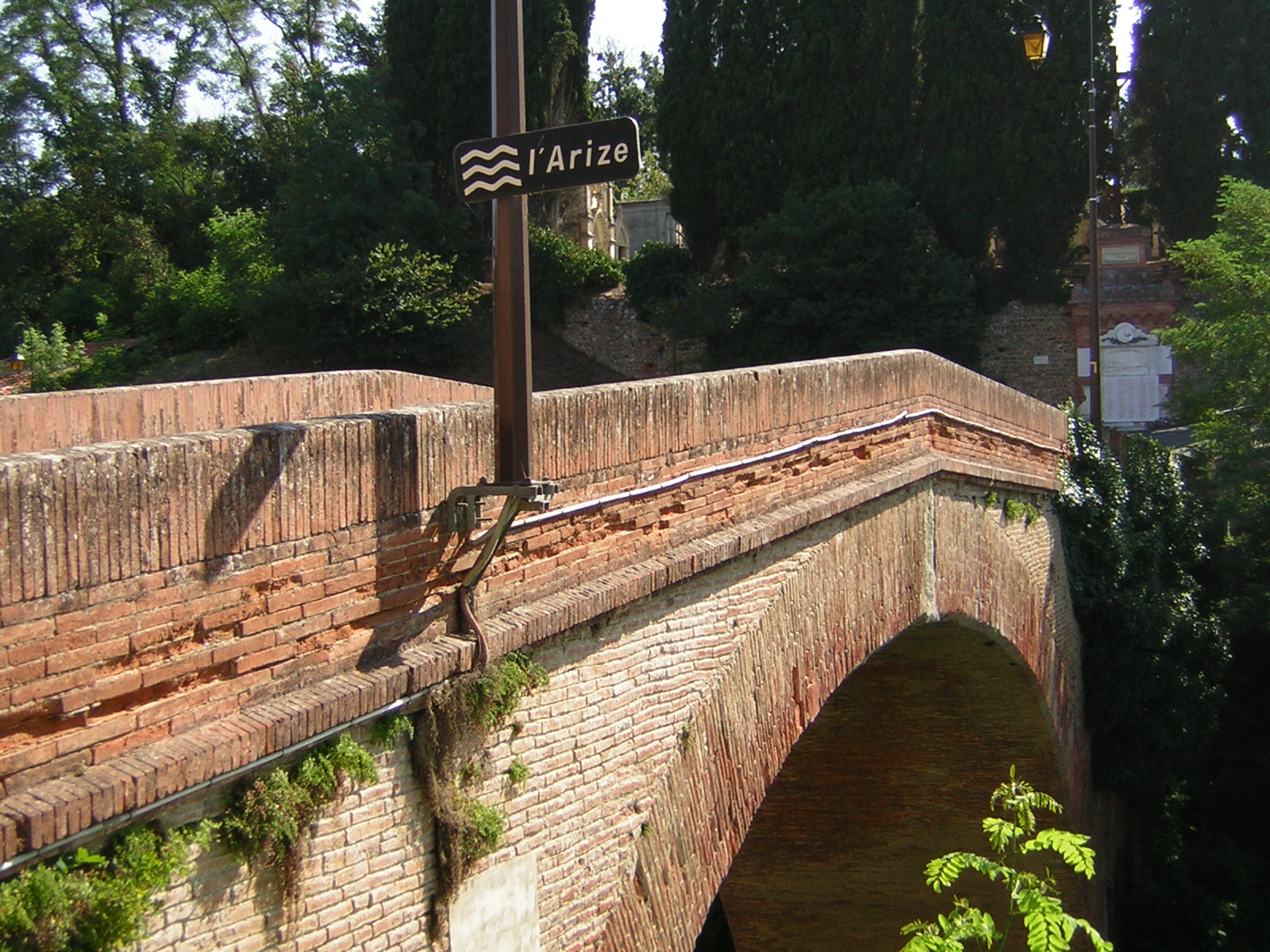
Puente sobre el Arize.

| 1 218 | 1 194 | 1 243 | 1 462 | 1 721 | 1 899 |
| Para los censos de 1962 a 1999 la población legal corresponde a la población sin duplicidades (Fuente: INSEE [Consultar]) |       |       |       |       |       |

## Lugares de interés
- Catedral de Rieux, gótica, conocida principalmente por su Tesoro episcopal.
- «La Tourasse», Torre señorial del siglo XIII.
- Observatorio astronómico «Les Pléiades».
- Las casas medievales entramadas en madera de la localidad.
- Puente de Auriac

## Personalidades relacionadas con la comuna
- Martin Guerre